# Эгодистония
Эгодистония — психическое состояние, при котором человек в острой форме испытывает неприятные переживания, вызванные наличием у него какого-либо определённого нетипичного индивидуального свойства, от которого он хотел бы избавиться. Эгодистония противопоставляется эгосинтонии.
При обсессивно-компульсивном расстройстве обсессивно-компульсивное поведение и навязчивые мысли обычно воспринимаются как бессмысленные и излишние, то есть в данном случае имеет место эгодистония.
Примером состояния эгодистонии, согласно МКБ-10, может являться психическое состояние человека, осознающего свою гомосексуальность и остро переживающего по этому поводу. Такому человеку, отказывающемуся принять свою сексуальную ориентацию и пытающемуся изменить её, согласно МКБ-10, можно поставить диагноз «эгодистоническая половая ориентация».